# Проріджування
Проріджування — видалення з посівів зайвих рослин, щоб створити найкращі умови розвитку і росту для тих рослин, що залишилися. Агротехнічний прийом, що його застосовують при вирощуванні багатьох просапних культур з метою формування оптимальної густоти насаджень. Проріджування провадять у ранній період розвитку і росту рослин, наприклад, цукрових буряків — у фазі «вилочки» й першої пари справжніх листочків, кукурудзи — при 3—4 листочках, соняшнику — при 2 справжніх листочках. Невчасне проріджування і навіть незначне запізнення з ним призводять до зниження врожаю. Проводять проріджування впоперек рядків за допомогою культиваторів, а вподовж — проріджувачами сходів цукрових буряків. Проріджування вручну називається прориванням.